# Leopold Figl
Leopold Figl (Rust im Tullnerfeld, 2 oktober 1902 - Wenen, 9 mei 1965) was een Oostenrijks politicus (ÖVP). Hij was van 20 december 1945 tot 2 april 1953 de bondskanselier van Oostenrijk. Hij volgde hiermee Karl Renner op die aan het einde van de Tweede Wereldoorlog als regeringsleider leiding gaf aan de Voorlopige Staatsregering.

## Biografie

### Achtergrond en opleiding
Figl werd op 2 oktober 1902 geboren in het Neder-Oostenrijkse Rust im Tullnerfeld. Hij groeide op in een traditioneel katholiek met vier broers en vier zusters. Toen hij twaalf jaar oud was overleed zijn vader. Ondanks het wegvallen van de kostwinner, kon Figl dankzij de inspanningen van zijn moeder naar het gymnasium in Sankt Pölten. Samen met zijn opvolger als bondskanselier, Julius Raab, die op hetzelfde gymnasium zat, richtte hij een lokaal verband van de katholieke scholierenvereniging op.
Na zijn opleiding aan het gymnasium studeerde hij vanaf 1923 aan de Landbouwhogeschool van Wenen waar hij als landbouwkundig ingenieur afstudeerde. Tijdens zijn studie was hij actief binnen de katholieke studentenvereniging Cartellverband der katholischen deutschen Studentenverbindungen (CV/ÖCV).

### Carrière tijdens deStandenstaat
In 1931 werd Figl plaatsvervangend directeur van de Bauernbund van Neder-Oostenrijk, een landbouworganisatie die gelieerd was aan de Christlichsoziale Partei (CS). In 1933 werd hij directeur. Na de opheffing van de democratie en de instelling van de corporatieve Standenstaat door staatskanselier Engelbert Dollfuss in 1933/1934 werd Figl benoemd tot lid van de Bondsraad voor de Economie en leider (Landesführer) van de fascistisch georiënteerde Ostmärkische Sturmscharen, een paramilitaire groepering. In 1937 volgde zijn benoeming tot leider van federale Bauernbund.

### 1938-1945
Na de Anschluss werd Figl, die gekant was tegen het nationaalsocialisme en de aanhechting van Oostenrijk aan het Groot-Duitse Rijk, op 12 maart 1938 door de nazi's gevangengenomen en op 1 april 1938 op transport gesteld naar het concentratiekamp Dachau. In 1939 werd Figl, die tijdens zijn tijd in Dachau zwaar mishandeld was en zes maanden in een isoleercel had doorgebracht, overgebracht naar concentratiekamp Flossenburg. In april 1940 werd hij echter wederom naar Dachau gebracht waar hij ernstig ziek werd (tyfus). Op 8 mei 1943 kwam hij voorlopig vrij en kreeg werk aangeboden als ingenieur in de olie-industrie. In deze periode probeerde hij in het geheim de Bauernbund te reactiveren. Op 8 oktober 1944 werd Figl opnieuw opgepakt en naar het concentratiekamp Mauthausen gezonden waar hij tot januari 1945 verbleef. Op 21 januari werd hij met andere prominente gevangenen naar de strafgevangenis van Wenen overgebracht (waar hij, nog zonder veroordeeld te zijn, werd opgesloten in een dodencel). Hier wachtte hij zijn proces af voor het beruchte Volksgerichtshof. Dit proces kwam er nooit, omdat het einde van de Tweede Wereldoorlog dit belette. Toen het Russische leger zich opmaakte voor de verovering van Wenen werden Figl en zijn mede-aangeklaagden op 6 april 1945 op last van het Volksgerichtshof in vrijheid gesteld.

### Minister en bondskanselier
Na zijn vrijlating en de inname van Wenen door de Russen, stelde de bevelhebber van het Rode Leger Figl aan als commissaris voor voedselvoorziening. In die functie was hij verantwoordelijk voor de levensmiddelendistributie voor de Oostenrijkse hoofdstad.
Op 14 april was Figl betrokken bij de heroprichting van de Bauernbund en werd opnieuw directeur van deze organisatie. Op 17 april was hij een van de oprichters van de christendemocratische Österreichische Volkspartei (ÖVP). Binnen deze partij was hij voorstander van nauwe samenwerking met de Sozialistische Partei Österreichs (SPÖ). Figl werd een van de vicevoorzitters van de ÖVP.
Na de ondertekening van de Onafhankelijkheidsverklaring van Oostenrijk op 27 april 1945 werd Figl nog diezelfde dag tot provisioneel gouverneur (Landeshauptmann) van Neder-Oostenrijk benoemd en als staatssecretaris (minister) opgenomen in de Voorlopige Staatsregering van dr. Karl Renner (SPÖ).
Na de parlementsverkiezingen van 1945, die werden gewonnen door de ÖVP, formeerde Figl zijn eerste bondsregering, een coalitie van ÖVP, SPÖ en KPÖ, die op 20 december 1945 aantrad. In 1947 verliet de communistische partij (KPÖ) de regering en vanaf dat moment was er sprake van een twee-partijencoalitie. Als voorstander van samenwerking met de sociaaldemocraten en de strikt neutrale koers die hij als bondskanselier voerde, kon hij rekenen op de steun van de Sovjet-Unie, maar ook op die van de westerse mogendheden die Oostenrijk bezet hielden. Zijn grootste streven was het bereiken van volledige soevereiniteit voor Oostenrijk, maar dit liet nog geruime tijd op zich wachten.
Na de verkiezingen van 1949 vormde Figl zijn tweede bondsregering, eveneens een coalitie van christendemocraten en sociaaldemocraten. Een nieuwe coalitieregering die zonder tussentijdse verkiezingen werd gevormd en bestond uit dezelfde partijen (en vrijwel dezelfde samenstelling van ministers) kwam op 28 oktober 1953 tot stand.

### Bondsminister van Buitenlandse Zaken
Een conflict tussen de rechtervleugel van zijn partijen en Figl leidde ertoe dat de laatste op 2 april 1953 als bondskanselier werd opgevolgd door partijgenoot Julius Raab. In het kabinet-Raab I werd Figl bondsminister van Buitenlandse Zaken. Raab en Figl profiteerden van de dooi die tussen Oost en West optrad na de dood van Jozef Stalin waarna de onderhandelingen over het herstel van de soevereiniteit van Oostenrijk in een stroomversnelling terecht kwamen. Op 15 mei 1955 werd het Oostenrijks Staatsverdrag tussen de vier bezettingsmachten (Sovjet-Unie, Verenigd Koninkrijk, Frankrijk en de Verenigde Staten) gesloten waarbij Oostenrijk zijn onafhankelijkheid herkreeg. Na de ondertekening verscheen bondsminister Figl op het balkon van het Slot Belvedere – de plek waar het verdrag was getekend – en zwaaide met het ondertekende papier in zijn hand naar de menigte die zich voor het slot had verzameld. Volgens de overlevering zou hij ook de woorden "Österreich ist frei!" hebben gesproken.
In het kabinet-Raab II (1956-1959) bleef Figl minister van Buitenlandse Zaken. De versterkte positie van de SPÖ aan de onderhandelingstafel na de verkiezingswinst bij verkiezingen van 1959 maakte een einde aan het ministerschap van de christendemocraat Figl: de sociaaldemocraten eisten de post van Buitenlandse Zaken op. Zijn opvolger werd Bruno Kreisky.

### Laatste jaren

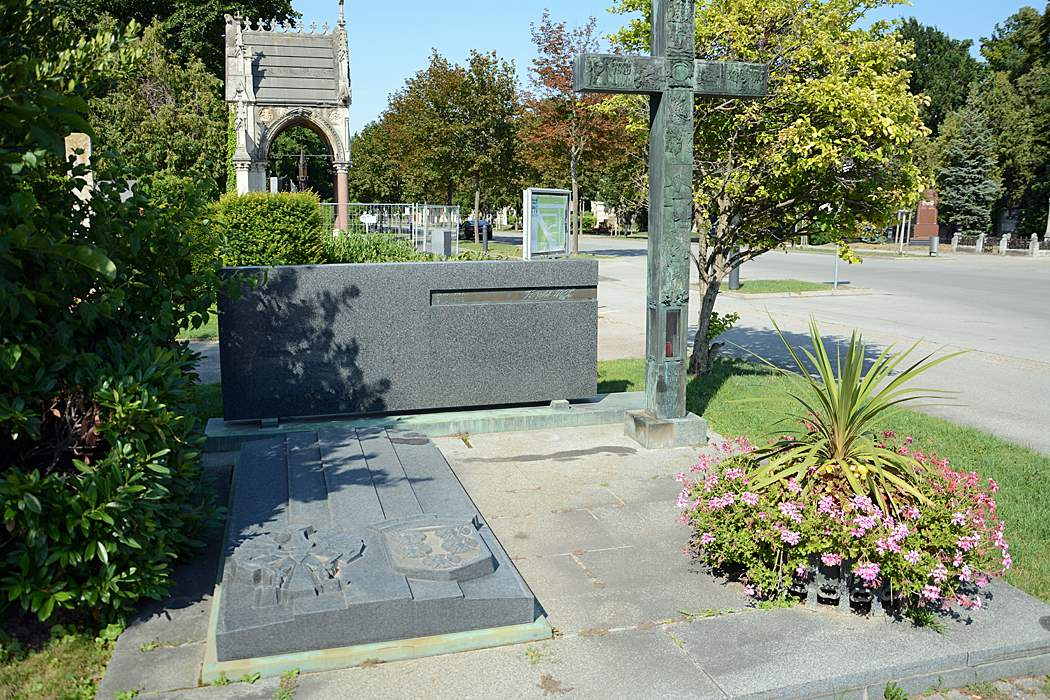
Graf van Leopold Figl op het Wiener Zentralfriedhof

Na zijn terugtreden als minister werd Leopold Figl voorzitter van de Nationale Raad (1959-1962) en was daarna gouverneur (Landeshauptmann) van Neder-Oostenrijk (1962-1965).
Tijdens zijn termijn als gouverneur van Neder-Oostenrijk werd bij Figl nierkanker geconstateerd, een ziekte waaraan hij op 9 mei 1965 overleed.

## Privé
Leopold Figl was sinds 1930 getrouwd met Hildegard Hemala (1906-1989). Uit dit huwelijk kwamen een zoon en een dochter voort.

## Onderscheidingen en eerbetoon
- Grootkruis in de Orde van Pius IX
- Ring van Verdienst van Neder-Oostenrijk (1952)
- Het Grote Gouden Ereteken aan het lint voor Verdienste voor de Republiek Oostenrijk
- Gouden Commandeurskruis met Ster van Eer voor Verdienste voor het Bondsland Neder-Oostenrijk

Verscheidene locaties zijn naar Leopold Figl vernoemd:
- Leopold Figl Museum in Michelhausen in Tulln, Neder-Oostenrijk
- Leopold Figl observatory op de Schöpfl (berg in het noorden van het Wienerwald dat uitkijkt op Tullnerfeld, Figl's geboorteplaats)
- Leopold Figl observatorium in Tulbinger Kogel in Neder-Oostenrijk
- Leopold Figl rechtbank: Wenen 1, District, Franz-Josef-Kai 31-33
- Leopold Figl Laan: Wenen 1, District (naast het historische Landhaus van Neder-Oostenrijk)
- Monument: Wenen 1, District Minoritenplatz (buste, 1973, tussen villa en bondskanselarij)
- Plaquettes: Wenen 1, District Schenkenstraße 2 (woonhuis, 1928-1932) en Plaquette: Wenen 3, District Kundmanngasse 24 (woonhuis, 1937-1946)